# ملعب سامسون
ملعب سامسون هو ملعب كرة قدم يقع في مدينة سامسون، تركيا. أفتتح الملعب في عام 2017 ويستوعب 33،919 مشجع. وهو الملعب الرئيسي لنادي سامسون سبور.